# Phare de Geeste (mole nord)
Le phare de Geeste (mole nord) (en allemand : Leuchtfeuer Geestemündung) est un phare actif à l'entrée du port de pêche Bremerhaven et de l'estuaire de la rivière Geeste, (Land de Brême), en Allemagne. Il est géré par la WSV de Bremerhaven .

## Histoire
De 1912 à 1914, l'estuaire de la Geeste sur la Weser a été élargi et approfondi dans le cadre de l'expansion des anciennes installations portuaires de Bremerhaven et du chantier naval Joh. C. Tecklenborg et le mole nord a été construit. Une petite balise existait déjà en 1857. Elle a été réinstallée sur une nouvelle tour en pierre en fin de jetée. Le phare de Geeste  a été mis en service 1914. Il est automatisé et fonctionne conjointement avec le phare du mole sud.

## Description
Le phare  est une tour cylindrique en brique de 14 m de haut, avec une galerie et une lanterne. La tour est non peinte et la lanterne est rouge. Son feu fixe émet, à une hauteur focale de 15 m, une lumière continue rouge. Sa portée est de 5 milles nautiques (environ 9.5 km).
Identifiant : ARLHS : FED-046 ; 3-16020 - Amirauté : B1274 - NGA : 10416.
|                      |
| Le phare (mole nord) |

|          |
| Le phare |

|          |
| Le phare |

### Lien connexe
- Liste des phares en Allemagne